# ديلان هارتلي
ديلان هارتلي (بالإنجليزية: Dylan Hartley)‏ هو لاعب اتحاد الرغبي بريطاني ونيوزيلندي، ولد في 24 مارس 1986 في روتوروا في نيوزيلندا.

## وصلات خارجية
- ديلان هارتلي على موقع دوري الرغبي الممتاز (الإنجليزية)
- ديلان هارتلي عل موقع إسبنسكروم (الإنجليزية)
- ديلان هارتلي على موقع ItsRugby.co.uk (الإنجليزية)